# Union Sportive Madinet d'Orà
La Union Sportive Madinet d'Oran (àrab: الإتحاد الرياضي لمدينة وهران, al-Ittiḥād ar-Riyāḍī li-Madīnat Wahrān, ‘Unió Esportiva de la Ciutat d'Orà’), també conegut com a USM Oran o USMO, és un club de futbol algerià de la ciutat d'Orà.
El club va ser fundat l'1 de març de 1926 amb el nom Union Sportive Musulmane d'Oran. També s'anomenà NADIT Oran entre 1977 i 1989.

## Palmarès
- Lliga d'Orà de futbol:[4]
  - 1933, 1943, 1944, 1945, 1946, 1949, 1950

- Copa d'Orà de futbol:
  - 1952